# Dołżyn
Dołżyn – część wsi Mielęcinek w Polsce, położona w województwie zachodniopomorskim, w powiecie pyrzyckim, w gminie Lipiany. Dołżyn wchodzi w skład sołectwa Mielęcinek.
W latach 1975–1998 Dołżyn administracyjnie należał do województwa szczecińskiego.